# Erminio Bianchi Fasani
Erminio Bianchi Fasani (Supino, 8 febbraio 1943) è un attore ed ex attore pornografico italiano.

## Biografia
Nato nel 1943 da una famiglia originaria di Supino, si trasferì a Roma a ventidue anni per intraprendere l'attività di attore, comparendo in alcune pubblicità.
Dopo essere apparso in alcuni documentari di piccole produzioni, nel 1975 compare nel film per la televisione E il Casanova di Federico Fellini?, per la regia di Gianfranco Angelucci e Liliane Betti.

### Carriera
Guadagnò una certa fama nell'ambiente partecipando ai film Il trucido e lo sbirro, La banda del trucido e La banda del gobbo, tutti e tre con Tomas Milian, con la regia di Umberto Lenzi. Successivamente prende parte al film Doppio delitto, diretto da Steno, dove recita a fianco di Marcello Mastroianni, e al film Tesoromio, di Giulio Paradisi.
Dopo un periodo difficile, in cui sarà relegato, per molti film, al ruolo di comparsa, è tra i protagonisti de La locanda della maladolescenza, diretto da Marco Sole, e Porno lui erotica lei.
Nel 1981 partecipa come caratterista ai film Casta e pura e Il marchese del Grillo; nel 1982 arriva per lui la svolta nel mondo della pornografia: gira infatti i film Claude e Corinne, un ristorante particolare e Aristocratica perversa, oltre a Zozzerie di una moglie in calore, del regista Lasse Braun.
Nel 1984, dopo aver preso parte al film di Ciro Ippolito Uccelli d'Italia e quindi a Fantozzi subisce ancora, si afferma in maniera definitiva nel mondo dell'hard.
In questo genere viene diretto dai maggiori registi dell'epoca, tra cui Arduino Sacco, Giorgio Grand, e Mario Bianchi.
Dopo un breve periodo di inattività, torna a recitare nel 2005 nel film Romanzo criminale.

## Filmografia parziale

### Filmografia tradizionale parziale
- E il Casanova di Fellini?, regia di Gianfranco Angelucci e Liliane Betti (1975) - film tv
- Quelli della calibro 38, regia di Massimo Dallamano (1976)
- Il trucido e lo sbirro, regia di Umberto Lenzi (1976)
- Emanuelle in America, regia di Joe D'Amato (1976)
- La banda del trucido, regia di Umberto Lenzi (1977)
- Doppio delitto, regia di Steno (1977)
- La banda del gobbo, regia di Umberto Lenzi (1978)
- Come perdere una moglie... e trovare un'amante, regia di Pasquale Festa Campanile (1978)
- Il mammasantissima, regia di Alfonso Brescia (1979)
- Il mondo porno di due sorelle, regia di Franco Rossetti (1980)
- Dottor Jekyll e gentile signora, regia di Steno (1980)
- Fantozzi subisce ancora, regia di Neri Parenti (1983)
- Amore tossico, regia di Claudio Caligari (1983)
- Uccelli d'Italia, regia di Ciro Ippolito (1985)
- Viaggi di nozze, regia di Carlo Verdone (1995)
- Fantozzi 2000 - La clonazione, regia di Domenico Saverni (1999)
- Le avventure acquatiche di Steve Zissou, regia di Wes Anderson (2003)
- Romanzo criminale, regia di Michele Placido (2005)

### Filmografia pornografica
- La locanda della maladolescenza, Regia di Marco Sole (1980)
- Porno lui erotica lei (1980)
- Bocca golosa (1981)
- Sesso allegro (1981)
- Claude e Corinne, un ristorante particolare (1982)
- Zozzerie di una moglie in calore (1982 - uscito nel 1988)
- Notti calde (1984)
- Marina governante sexy (1984)
- Il piacere dappertutto (1985)
- Porcellone e porcellini (1985 - girato nel 1982)
- Marina e il gigolò (1985)
- Supermaschio per mogli viziose (1987)
- Carne bollente (1987)
- Orgia libera (1987)
- La clinica della vergogna (1994)
- Concetta Licata (1994)